# Хван Хі Чхан
Хван Хі Чхан (кор. 황희찬; 26 січня 1996, Чхунчхон) — південнокорейський футболіст, центральний нападник клубу «Вулвергемптон Вондерерз» та збірної Південної Кореї.
Виступав, зокрема, за олімпійську збірну Південної Кореї.

## Клубна кар'єра
Вихованець юнацької команди клубу «Пхохан Стілерс».
У дорослому футболі дебютував 2015 року виступами за команду клубу «Ліферінг» (фарм-клуб «Ред Буллу»), в якій провів один сезон, взявши участь у 31 матчі чемпіонату. 
До складу клубу «Ред Булл» приєднався 2015 року. Відтоді встиг відіграти за Зальцбургську команду 39 матчів в національному чемпіонаті.
На правах оренди по сезону відіграв за фарм-клуб «Ред Буллу» «Ліферінг» та німецький «Гамбург».

## Виступи за збірні
2011 року дебютував у складі юнацької збірної Південної Кореї, взяв участь у 7 іграх на юнацькому рівні, відзначившись 7 забитими голами.
З 2015 року залучається до складу молодіжної збірної Південної Кореї. На молодіжному рівні зіграв у 28 офіційних матчах, забив 8 голів.
2016 року захищав кольори олімпійської збірної Південної Кореї. У складі цієї команди провів 4 матчі. У складі збірної — учасник футбольного турніру на Олімпійських іграх 2016 року у Ріо-де-Жанейро.
2015 року дебютував в офіційних матчах у складі національної збірної Південної Кореї. Наразі в складі національної збірної провів 51 матч в яких забив 10 голів.

## Титули та досягнення
- Чемпіон Австрії (4):

«Ред Булл»: 2015-16, 2016-17, 2017-18, 2019-20
- Володар Кубка Австрії (3):

«Ред Булл»: 2015-16, 2016-17, 2019-20
- Переможець Азійських ігор: 2018